# Caux (Hérault)
Caux (okzitanisch Caus; frz. chaux = „Kalk“) ist ein südfranzösischer Ort und eine Gemeinde (commune) mit 2.692 Einwohnern (Stand 1. Januar 2022) im Département Hérault in der Region Okzitanien.

## Lage und Klima
Der Ort Caux liegt etwa 26 km (Fahrtstrecke) nordöstlich von Béziers in einer Höhe von ca. 95 m; die Küstenstadt Agde und damit das Mittelmeer sind ca. 28 km in südöstlicher Richtung entfernt. Das in hohem Maße vom Mittelmeer beeinflusste Klima ist mild bis warm; Regen (ca. 650 mm/Jahr) fällt überwiegend im Winterhalbjahr.

## Bevölkerungsentwicklung
| Jahr                      | 1800 | 1851 | 1901 | 1954 | 1999 | 2018 |
| Einwohner                 | 1539 | 1800 | 2049 | 1641 | 1968 | 2546 |
| Quelle: Cassini und INSEE |      |      |      |      |      |      |

Der Bevölkerungsrückgang in der ersten Hälfte des 20. Jahrhunderts ist auf die Mechanisierung der Landwirtschaft und den damit verbundenen Verlust an Arbeitsplätzen zurückzuführen. Aufgrund der relativen Nähe zur Großstadt Béziers und den auf dem Lande deutlich niedrigeren Immobilienpreisen ist seit den letzten Jahrzehnten des 20. Jahrhunderts wieder ein deutlicher Anstieg der Bevölkerungszahlen zu verzeichnen.

## Wirtschaft
Früher wurden Feldwirtschaft und Weinbau zur Selbstversorgung, später aber auch schon für den Export betrieben. Caux ist heute für seine vorzüglichen Weinlagen bekannt. Im Ort selbst haben sich Handwerker und Kleingewerbetreibende niedergelassen, doch viele Bewohner des Ortes arbeiten in Béziers.

## Geschichte
Der Name des Dorfs, Alode de Caucio, wird in einem Text von 961 erstmals erwähnt. Caux wurde im Mittelalter als Circulade neu gegründet, d. h. mit einer kreisrunden Anordnung der Häuser, die eine Verteidigung in der turbulenten Geschichte der Region nach allen Seiten ermöglichte. Während der Hundertjährigen Kriege, blieb Caux durch seine Befestigungen unversehrt, wurde aber im Jahr 1579 während der Hugenottenkriege durch eine List der Belagerer eingenommen. Das Dorf wurde niedergebrannt und die Burg zerstört. Der Wiederaufbau des Ortes dauerte bis in das 17. Jahrhundert und es war nun über eine neue Straße an das benachbarte Pézenas angebunden. Im Jahr 1909 wurde Caux elektrifiziert und ein Jahr später kam das erste Telefon in den Ort.

## Sehenswürdigkeiten

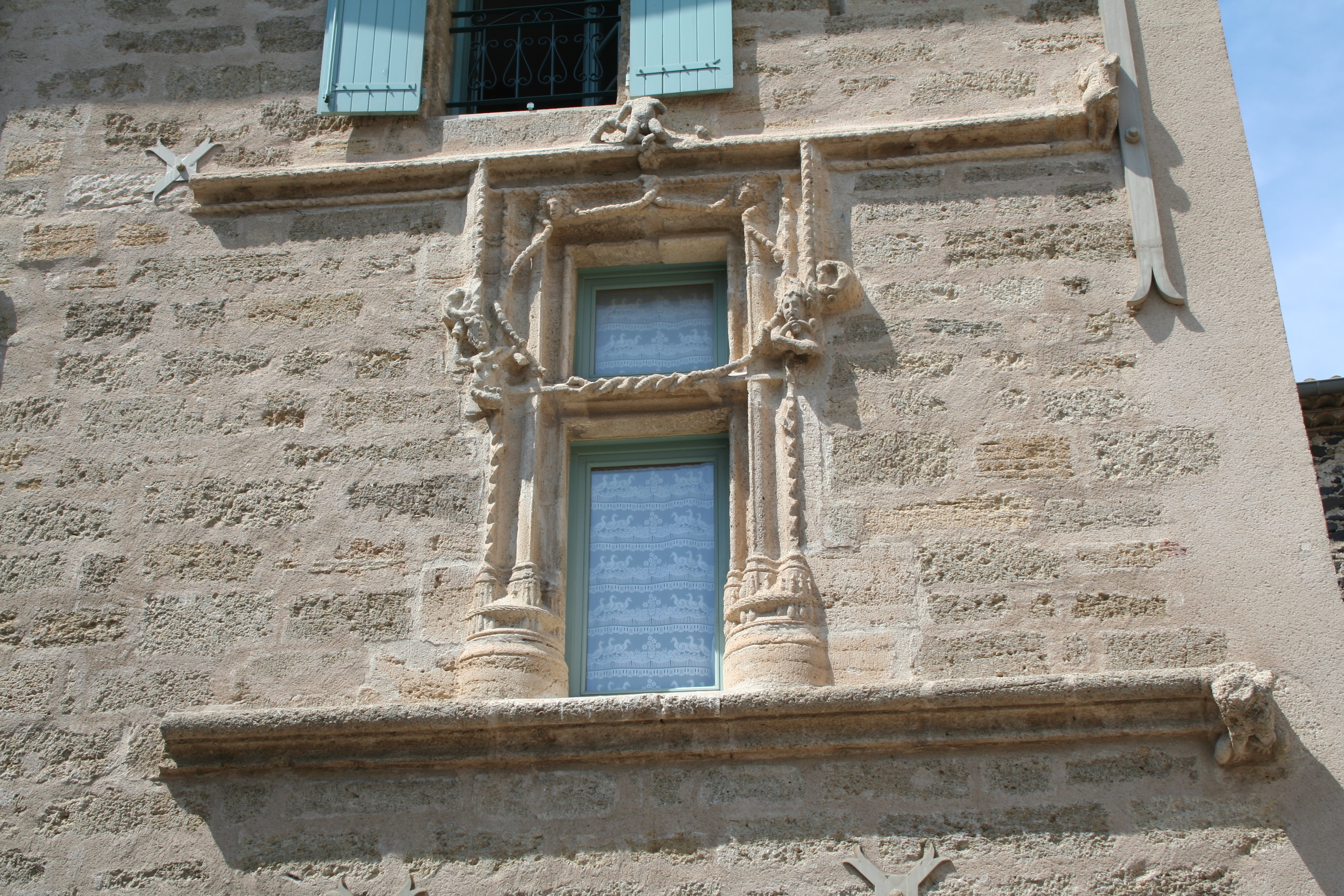
Spätmittelalterliches Fenster mit reicher Bauzier (Diamantstäbe, Seilstäbe, Figuren)

- Das nahezu kreisförmig angelegte historische Zentrum (circulade) von Caux gilt als ein architektonisches Juwel des Languedoc.
- Die Église Saint-Gervais et Protais ist den hll. Gervasius und Protasius geweiht. Das Kirchenschiff (nef) macht einen spätromanischen Eindruck. Der imposante Portalkirchturm (clocher) stammt aus dem 14. Jahrhundert; er endet oben in einem neuzeitlichen schmiedeeisernen Glockenkäfig.

Umgebung
- In den Weinfeldern der Umgebung finden sich Winzerhöfe (domaines oder mas) und kleine Hütten (capitelles) aus mörtellos aufeinander geschichteten Feldsteinen für die in der Erntezeit benötigten Feldwächter.
- Ebenso finden sich Überreste von Kalksteinbrüchen.
- Ungefähr 3 km westlich des Ortes befindet sich die Chartreuse de Mougères, ein immer noch aktives Kloster, welches von den Mönchen in Teilen zu einem Weingut umgewandelt worden ist.
- Etwa 2 km nördlich des Ortes steht der kleine Menhir von Peyreficade (= der gepflanzte Stein).

## Persönlichkeiten
- François Lamathe Bedos de Celles de Salelles (1709–1779), genannt Dom Bedos de Celles, Benediktinermönch, Organist und Orgelbauer
- Jean-Jacques Causse (1751–1796), Brigadegeneral unter Napoléon Bonaparte